# Kleva
Kleva este o arie protejată (arie specială de conservare — SAC, sit de importanță comunitară — SCI) din Suedia întinsă pe o suprafață de 36 ha, integral pe uscat.

## Localizare
Centrul sitului Kleva este situat la coordonatele 58°42′54″N 11°15′32″E / 58.7151°N 11.259°E.

## Înființare
Situl Kleva a fost declarat sit de importanță comunitară în decembrie 1998 pentru a proteja un număr necunoscut de specii din flora spontană și fauna sălbatică aflate în arealul zonei. Situl a fost protejat și ca arie specială de conservare în martie 2011.

## Biodiversitate
Situată în ecoregiunile boreală și marină Atlantică, aria protejată conține 5 habitate naturale: Pășuni din zone de pădure fino-scandinave, Taiga vestică, Păduri de stejar sau de stejar și carpen sub-atlantice și medio-europene de Carpinion betuli, Păduri acidofile de stejar bătrân cu Quercus robur pe câmpii nisipoase, Păduri caducifoliate bătrâne naturale hemiboreale fino-scandinave (Quercus, Tilia, Acer, Fraxinus sau Ulmus) bogate în specii epifite.
La baza desemnării sitului se află un număr nedeclarat de specii protejate.